# Coniopteryx (Xeroconiopteryx) laticaudata
Coniopteryx (Xeroconiopteryx) laticaudata is een insect uit de familie van de dwerggaasvliegen (Coniopterygidae), die tot de orde netvleugeligen (Neuroptera) behoort. 
Coniopteryx (Xeroconiopteryx) laticaudata is voor het eerst wetenschappelijk beschreven door Sziráki in 1994.